# Родріго Паласіо
Родріго Паласіо (ісп. Rodrigo Palacio; нар. 5 лютого 1982, Баїя-Бланка) — аргентинський футболіст, що грав на позиції  нападника.

## Клубна кар'єра
У дорослому футболі дебютував 2002 року виступами за «Уракан», в якому провів півтора року, взявши участь у 53 матчах чемпіонату.
Своєю грою за цю команду привернув увагу представників тренерського штабу «Банфілда», до складу якого приєднався на початку 2004 року. Відіграв за команду з околиці Банфілда наступний рік своєї ігрової кар'єри.
На початку 2005 року уклав контракт з клубом «Бока Хуніорс», у складі якої провів наступні чотири з половиною роки своєї кар'єри гравця. Більшість часу, проведеного у складі «Бока Хуніорс», був основним гравцем атакувальної ланки команди і одним з головних бомбардирів команди, маючи середню результативність на рівні 0,41 голу за гру першості. За цей час двічі виборював титул чемпіона Аргентини, двічі ставав переможцем Рекопи Південної Америки та одного разу володарем Кубка Лібертадорес.
З липня 2009 року три сезони захищав кольори італійського «Дженоа». Граючи у складі «грифонів», також здебільшого виходив на поле в основному складі команди. В новому клубі був серед найкращих голеодорів, відзначаючись забитим голом в середньому щонайменше у кожній третій грі чемпіонату.
До складу клубу «Інтернаціонале» приєднався влітку 2012 року. Відіграв за «нераззуррі» п'ять сезонів, протягом яких у 140 матчах Серії A відзначився 39 голами.
Влітку 2017 року, після завершення контракту з «Інтером», отримав статус вільного агента, на правах якого досвідчений нападник уклав однорічну угоду з «Болоньєю», яку згодом було подовжено. Загалом протягом чотирьох сезонів відіграв за цю команду у 132 матчах усіх турнірів.
18 серпня 2021 року 39-річний гравець приєднався до друголігової італійської ж «Брешії», у складі якої протягом сезону взяв участь у 30 іграх чемпіонату.

## Виступи за збірну
9 березня 2005 року дебютував в офіційних матчах у складі національної збірної Аргентини в товариській грі проти збірної Мексики.
У складі збірної був учасником чемпіонату світу 2006 року у Німеччині та розіграшу Кубка Америки 2007 року у Венесуелі, де разом з командою здобув «срібло».

## Статистика виступів

### Статистика клубних виступів
Статистика станом на 22 серпня 2021 року.
| Сезон                      | Команда                    | Чемпіонат                  | Чемпіонат | Чемпіонат | Національний кубок | Національний кубок | Національний кубок | Континентальні кубки | Континентальні кубки | Континентальні кубки | Інші змагання | Інші змагання | Інші змагання | Усього | Усього |
| Сезон                      | Команда                    | Ліга                       | Ігор      | Голів     | Ліга               | Ігор               | Голів              | Ліга                 | Ігор                 | Голів                | Ліга          | Ігор          | Голів         | Ігор   | Голів  |
| -------------------------- | -------------------------- | -------------------------- | --------- | --------- | ------------------ | ------------------ | ------------------ | -------------------- | -------------------- | -------------------- | ------------- | ------------- | ------------- | ------ | ------ |
| 2002-03                    | «Уракан»                   | ПД                         | 34        | 7         | —                  | —                  | —                  | —                    | —                    | —                    | —             | —             | —             | 34     | 7      |
| 2003-04                    | «Уракан»                   | ПД                         | 19        | 8         | —                  | —                  | —                  | —                    | —                    | —                    | —             | —             | —             | 19     | 8      |
| Усього за «Уракан»         | Усього за «Уракан»         | Усього за «Уракан»         | 53        | 15        |                    |                    |                    |                      |                      |                      |               |               |               | 53     | 15     |
| 2003-04                    | «Банфілд»                  | ПД                         | 19        | 2         | —                  | —                  | —                  | —                    | —                    | —                    | —             | —             | —             | 19     | 2      |
| 2004-05                    | «Банфілд»                  | ПД                         | 17        | 7         | —                  | —                  | —                  | —                    | —                    | —                    | —             | —             | —             | 17     | 7      |
| Усього за «Банфілд»        | Усього за «Банфілд»        | Усього за «Банфілд»        | 36        | 9         |                    |                    |                    |                      |                      |                      |               |               |               | 36     | 9      |
| 2004-05                    | «Бока Хуніорс»             | ПД                         | 15        | 3         | —                  | —                  | —                  | КЛ+ПК                | 0+5                  | 0+5                  | RSA           | 2             | 0             | 22     | 8      |
| 2005-06                    | «Бока Хуніорс»             | ПД                         | 32        | 17        | —                  | —                  | —                  | ПК                   | 2                    | 2                    | РПА           | 2             | 3             | 36     | 22     |
| 2006-07                    | «Бока Хуніорс»             | ПД                         | 33        | 19        | —                  | —                  | —                  | КЛ                   | 10                   | 4                    | КЧС           | 2             | 1             | 45     | 24     |
| 2007-08                    | «Бока Хуніорс»             | ПД                         | 31        | 10        | —                  | —                  | —                  | КЛ                   | 12                   | 4                    | РПА           | 2             | 2             | 45     | 16     |
| 2008-09                    | «Бока Хуніорс»             | ПД                         | 20        | 5         | —                  | —                  | —                  | КЛ                   | 7                    | 5                    | —             | —             | —             | 27     | 10     |
| Усього за «Бока Хуніорс»   | Усього за «Бока Хуніорс»   | Усього за «Бока Хуніорс»   | 131       | 54        |                    |                    |                    |                      | 36                   | 20                   |               | 8             | 6             | 175    | 80     |
| 2009-10                    | «Дженоа»                   | A                          | 31        | 7         | КІ                 | 0                  | 0                  | ЛЄ                   | 6                    | 1                    | —             | —             | —             | 37     | 8      |
| 2010-11                    | «Дженоа»                   | A                          | 27        | 9         | КІ                 | 2                  | 0                  | —                    | —                    | —                    | —             | —             | —             | 29     | 9      |
| 2011-12                    | «Дженоа»                   | A                          | 32        | 19        | КІ                 | 2                  | 2                  | —                    | —                    | —                    | —             | —             | —             | 34     | 21     |
| Усього за «Дженоа»         | Усього за «Дженоа»         | Усього за «Дженоа»         | 90        | 35        |                    | 4                  | 2                  |                      | 6                    | 1                    |               |               |               | 100    | 38     |
| 2012–13                    | «Інтернаціонале»           | A                          | 26        | 12        | КІ                 | 3                  | 2                  | ЛЄ                   | 10                   | 8                    | -             | -             | -             | 39     | 22     |
| 2013–14                    | «Інтернаціонале»           | A                          | 37        | 17        | КІ                 | 2                  | 2                  | -                    | -                    | -                    | -             | -             | -             | 39     | 19     |
| 2014–15                    | «Інтернаціонале»           | A                          | 35        | 8         | КІ                 | 0                  | 0                  | ЛЄ                   | 6                    | 4                    | -             | -             | -             | 41     | 12     |
| 2015–16                    | «Інтернаціонале»           | A                          | 27        | 2         | КІ                 | 3                  | 1                  | -                    | -                    | -                    | -             | -             | -             | 30     | 3      |
| 2016–17                    | «Інтернаціонале»           | A                          | 15        | 0         | КІ                 | 2                  | 1                  | ЛЄ                   | 3                    | 1                    | -             | -             | -             | 20     | 2      |
| Усього за «Інтернаціонале» | Усього за «Інтернаціонале» | Усього за «Інтернаціонале» | 139       | 39        |                    | 10                 | 6                  |                      | 19                   | 13                   |               | -             | -             | 169    | 58     |
| 2017–18                    | «Болонья»                  | A                          | 28        | 4         | КІ                 | 0                  | 0                  | -                    | -                    | -                    | -             | -             | -             | 28     | 4      |
| 2018–19                    | «Болонья»                  | A                          | 28        | 3         | КІ                 | 3                  | 0                  | -                    | -                    | -                    | -             | -             | -             | 31     | 3      |
| 2019–20                    | «Болонья»                  | A                          | 35        | 7         | КІ                 | 1                  | 1                  | -                    | -                    | -                    | -             | -             | -             | 36     | 8      |
| 2020–21                    | «Болонья»                  | A                          | 36        | 5         | КІ                 | 1                  | 0                  | -                    | -                    | -                    | -             | -             | -             | 37     | 5      |
| Усього за «Болонью»        | Усього за «Болонью»        | Усього за «Болонью»        | 127       | 19        |                    | 5                  | 1                  |                      | -                    | -                    |               | -             | -             | 132    | 20     |
| 2021–22                    | «Брешія»                   | B                          | 1         | 0         | КІ                 | 0                  | 0                  | -                    | -                    | -                    | -             | -             | -             | 1      | 0      |
| Усього за кар'єру          | Усього за кар'єру          | Усього за кар'єру          | 578       | 171       |                    | 19                 | 9                  |                      | 73                   | 38                   |               | 8             | 6             | 678    | 224    |

### Статистика виступів за збірну
| Дата       | Місто                | Господарі  | Результат               | Гості                | Турнір                       | Голи | Примітки |
| ---------- | -------------------- | ---------- | ----------------------- | -------------------- | ---------------------------- | ---- | -------- |
| 09-03-2005 | Лос-Анджелес         | Аргентина  | 1 – 1                   | Мексика              | товариський матч             | -    |          |
| 26-03-2005 | Ла-Пас               | Болівія    | 1 – 2                   | Аргентина            | Відбір до ЧС 2006            | -    |          |
| 10-06-2006 | Гамбург              | Аргентина  | 2 – 1                   | Кот-д'Івуар          | ЧС 2006 - 1-й етап           | -    |          |
| 17-04-2007 | Годой-Крус           | Аргентина  | 0 – 0                   | Чилі                 | товариський матч             | -    |          |
| 05-07-2007 | Баркісімето          | Аргентина  | 1 – 0                   | Парагвай             | Копа Америка 2007 - 1-й етап | -    |          |
| 11-07-2007 | Пуерто-Ордас         | Мексика    | 0 – 3                   | Аргентина            | Копа Америка 2007 - півфінал | -    |          |
| 15-06-2008 | Буенос-Айрес         | Аргентина  | 1 – 1                   | Еквадор              | Відбір до ЧС 2010            | 1    |          |
| 18-06-2008 | Белу-Оризонті        | Бразилія   | 0 – 0                   | Аргентина            | Відбір до ЧС 2010            | -    |          |
| 11-10-2011 | Пуерто-ла-Крус       | Венесуела  | 1 – 0                   | Аргентина            | Відбір до ЧС 2014            | -    |          |
| 07-09-2012 | Кордова (Аргентина)  | Аргентина  | 3 – 1                   | Парагвай             | Відбір до ЧС 2014            | -    |          |
| 22-03-2013 | Буенос-Айрес         | Аргентина  | 3 – 0                   | Венесуела            | Відбір до ЧС 2014            | -    | 80'      |
| 26-03-2013 | Ла-Пас               | Болівія    | 1 – 1                   | Аргентина            | Відбір до ЧС 2014            | -    | 86'      |
| 11-06-2013 | Кіто                 | Еквадор    | 1 – 1                   | Аргентина            | Відбір до ЧС 2014            | -    |          |
| 14-06-2013 | Гватемала (місто)    | Гватемала  | 0 – 4                   | Аргентина            | товариський матч             | -    | 68'      |
| 14-08-2013 | Рим                  | Італія     | 1 – 2                   | Аргентина            | товариський матч             | -    | 89'      |
| 10-09-2013 | Асунсьйон            | Парагвай   | 2 – 5                   | Аргентина            | Відбір до ЧС 2014            | -    | 65'      |
| 11-10-2013 | Буенос-Айрес         | Аргентина  | 3 – 1                   | Перу                 | Відбір до ЧС 2014            | 1    | 80'      |
| 15-10-2013 | Монтевідео           | Уругвай    | 3 – 2                   | Аргентина            | Відбір до ЧС 2014            | -    |          |
| 16-11-2013 | Іст-Ратерфорд        | Еквадор    | 0 – 0                   | Аргентина            | товариський матч             | -    | 71'      |
| 19-11-2013 | Сан-Луїс (Аргентина) | Аргентина  | 2 – 0                   | Боснія і Герцеговина | товариський матч             | -    |          |
| 05-03-2014 | Бухарест             | Румунія    | 0 – 0                   | Аргентина            | товариський матч             | -    | 57'      |
| 05-06-2014 | Буенос-Айрес         | Аргентина  | 3 – 0                   | Тринідад і Тобаго    | товариський матч             | 1    | 76'      |
| 21-06-2014 | Белу-Оризонті        | Аргентина  | 1 – 0                   | Іран                 | ЧС 2014 - 1-й етап           | -    | 76'      |
| 25-06-2014 | Порту-Алегрі         | Нігерія    | 2 – 3                   | Аргентина            | ЧС 2014 - 1-й етап           | -    | 90'      |
| 01-07-2014 | Сан-Паулу            | Аргентина  | 1 – 0 д.ч.              | Швейцарія            | ЧС 2014 - 1/8 фіналу         | -    | 74'      |
| 05-07-2014 | Бразиліа             | Аргентина  | 1 – 0                   | Бельгія              | ЧС 2014 - чвертьфінал        | -    | 71'      |
| 09-07-2014 | Сан-Паулу            | Нідерланди | 0 – 0 д.ч. (2 - 4 п.п.) | Аргентина            | ЧС 2014 - півфінал           | -    | 81'      |
| 13-07-2014 | Ріо-де-Жанейро       | Німеччина  | 1 – 0 д.ч.              | Аргентина            | ЧС 2014 - Фінал              | -    | 78'      |
| Усього     |                      | Матчів     | 28                      |                      | Голів                        | 3    |          |

## Титули і досягнення
- Чемпіон Аргентини (3):

«Бока Хуніорс»: Апертура 2005, Клаусура 2006, Апертура 2008
- Переможець Рекопи Південної Америки (3):

«Бока Хуніорс»: 2005, 2006, 2008
- Володар Кубка Лібертадорес (1):

«Бока Хуніорс»: 2007
Збірні
- Віце-чемпіон світу: 2014
- Срібний призер Кубка Америки: 2007